# هتل بنیاد پهلوی
هتل بنیاد پهلوی مربوط به دوره پهلوی اول است و در چالوس، میدان معلم واقع شده‌است. این بنا به‌عنوان هتل در دو طبقه و زیرزمین، در امتداد شمالی-جنوبی احداث گردید و بعد از انقلاب به سپاه پاسداران واگذار شد و هم‌اکنون به‌عنوان درمانگاه تخصصی مورد استفاده قرار می‌گیرد. این اثر در تاریخ ۲ مهر ۱۳۵۳ با شمارهٔ ثبت ۱۵۲۳ به‌عنوان یکی از آثار ملی ایران به ثبت رسیده است.